# Лазар Куюнджич
Лазар Куюнджич (на сръбски: Лазар Кујунђић или Lazar Kujunđić) е сръбски революционер, деец на Сръбската въоръжена пропаганда в Македония от началото на XX век.

## Биография
Лазар Куюнджич е роден в призренското градче Ораховац, тогава в Османската империя. Там завършва основно образование, а след това богословско училище в Призрен. Работи като учител в Призрен и Кичево. С началото на сръбската въоръжена пропаганда в Македония се включва в четите на сръбския комитет и участва в битката край Челопек на 16 април 1905 година, а след това се премества с войводите Саватие Милошевич и Живоин Милованович в Косово. Установява се във Велика Хоча с четата си, където е предаден от албанеца Ланя Укин. На Спасовден 25 май къщата, в която се намират сръбските четници, е обградена и запалена от турски аскер, а Лазар Куюнджич, Саватие Милошевич, Живоин (Жика) Милованович, Кръста Конюшки от Конюх, Таса Миленкович от Драйковце и Станиша Шелич от Готовуша са убити. След смъртта му майка му е извикана, за да го разпознае. Тя успява да сдържи емоциите си и отрича, че това е синът ѝ, за да не пострадат роднините им и селяните от околните села.
Смъртта на Куюнджич и Милошевич вдъхновява Милан Ракич да напише стихотворението „На Газиместан“ (На Газиместану). Геройското държане на майката на Куюндижч е възпято от Милослав Йелич в стихотворението „Куюнджичева майка“ (Кујунџића мајка) от стихосбирката му „Сърбиянски венец“ (Србијански венац), а дубровчанецът Иво Войнович пише драмата Лазарево възкресение (Лазарево васкрсење, 1913).